# Kenneth J. Rothman (Mediziner)
Kenneth J. Rothman (* 2. November 1945 in New York City) ist ein US-amerikanischer Epidemiologe und Hochschullehrer an der Boston University (School of Public Health).
Rothman studierte an der Colgate University mit dem Bachelor-Abschluss (AB) 1966 und an der Harvard University mit der Promotion in Dentalmedizin (DMD) 1969, dem Master-Abschluss in Public Health 1970 und der Promotion in Public Health (DrPH) 1972. Im selben Jahr wurde er Assistant Professor für Epidemiologie an der Harvard University und später Associate Professor, was er bis 1984 war. Gleichzeitig war er 1973 bis 1985 Research Associate in Kardiologie am Boston Children’s Hospital und 1975 bis 1985 beratender Epidemiologe am Massachusetts General Hospital. Ab 1980 war er Senior Epidemiologist bei Epidemiological Research Inc. 1984 bis 1989 war er Professor (für Family and Community Medicine) an der University of Massachusetts Medical School, an der er schon ab 1981 mit der medizinischen Fakultät assoziiert war. 1989 wurde er Professor für Öffentliche Gesundheit (Public Health) und Epidemiology an der Boston University. Außerdem war er ab 1992 Adjunct Professor für Epidemiologie in Harvard.
1976/77 war er Gastepidemiologe am National Cancer Institute. 1984/85 war er Mitglied des Advanced Comitee des Surgeon General über Risiken von Tabakkonsum.
Er befasste sich mit Methoden der Epidemiologie, Epidemiologie von Krebs und dessen mögliche Umweltursachen, neurologischen Erkrankungen, pharmazeutische Produkte, Geburtsfehlern (und möglicher Ursache in zu viel Vitamin A und dessen teratogener Wirkung), Herz-Kreislaufkrankheiten, Umweltepidemiologie und ethischen Fragen. Er untersuchte die Gesundheitseffekte von Mobiltelefonen und Faktoren, die die Fruchtbarkeit beeinflussen. Von ihm stammen zwei in den USA verbreitete Lehrbücher über Epidemiologie.
1989 zeigte er mit Kollegen, dass zusätzliche Gabe von Multivitamin/Folsäure in der frühen Schwangerschaft die Gefahr von Neuraltubendefekten beim Fötus verringert.
2001 benannte die Zeitschrift Epidemiology ihren jährlichen Best Paper Preis nach ihm. Rothman war 1990 Gründer und Herausgeber von Epidemiology und 1982 bis 1987 Herausgeber des American Journal of Epidemiology. Er war Associate Editor des American Journal of Public Health, war im Herausgebergremium des New England Journal of Medicine und im internationalen Beratungsgremium von The Lancet.
1984/85 war er Präsident der Society for Epidemiological Research, deren Career Accomplishment Award er 2017 erhielt. Er ist Ehren-Fellow des American College of Epidemiology und Fellow und ehemaliges Mitglied des Direktorenrats der International Society for Pharmacoepidemiology. Er ist Distinguished Fellow von RTI International und Vizepräsident für epidemiologische Forschung bei RTI Health Solutions.
1982 erhielt er den Adolph G. Kammer Award der amerikanischen Gesellschaft für Arbeitsmedizin und 1987 war er James H. Stern Lecturer an der University of California, Irvine. 2002 erhielt er den Abraham Lilienfeld Award der American Public Health Association. 2012 hielt er die Saward Berg Lecture an der University of Rochester (The public perception of epidemiology). 2017 wurde er Ehrendoktor der Universität Aarhus.

## Schriften (Auswahl)
- mit Sander Greenland, Timothy Lash: Modern Epidemiology, Lippincott Williams,3. Auflage 2013
- Epidemiology, an introduction, Oxford UP, 2. Auflage 2012

Einige Aufsätze:
- mit A. Keller: The effect of joint exposure to alcohol and tobacco on risk of cancer of the mouth and pharynx, Journal of Chronic Diseases, Band 25, 1972, S. 711–716
- Causes, American Journal of Epidemiology, Band 104, Nr. 6, 1976, S.  587–592
- mit S. Greenland, A. Walker: Concepts of interaction, American Journal of Epidemiology, Band 112, 1980, S. 467–470
- No adjustments are needed for multiple comparisons, Epidemiology, 1990, S. 43–46 (Kritik an gängigen Lösunge des Problems der Alphafehler-Kumulierung)
- mit K. B. Michels, The continuing unethical use of placebo controls, New England Journal of Medicine, Band 331, 1994, S. 394–398
- mit S. Greenland, Causation and causal inference in epidemiology, American Journal of Public Health, Band 95, 2005, S144-S150
- mit M. A. Brookhart, u. a.; Variable selection for propensity score models, American Journal of Epidemiology, Band 163, 2006, S. 1149–1156
- BMI-related errors in the measurement of obesity, Int. J. of Obesity, Band 32, 2008, S. S56-S59
- mit Sander Greenland, Douglas Altman, Stephen Senn, John B. Carlin, Charles Poole, Steven Goodman:  Statistical tests, P values, confidence intervals, and power: a guide to misinterpretations, European Journal of Epidemiology, Band 31, 2016, S. 337–350